# Cunfin
Cunfin ist eine französische Gemeinde mit 167 Einwohnern (Stand: 1. Januar 2022) im Département Aube in der Region Grand Est. Sie gehört zum Arrondissement Troyes und zum Kanton Bar-sur-Seine. 
Nachbargemeinden sind Fontette im Nordwesten, Villars-en-Azois im Norden, Lanty-sur-Aube im Osten, Riel-les-Eaux im Südosten, Autricourt im Süden, Grancey-sur-Ource im Südwesten und Verpillières-sur-Ource.

## Bevölkerungsentwicklung
| Jahr      | 1962 | 1968 | 1975 | 1982 | 1990 | 1999 | 2008 | 2015 |
| --------- | ---- | ---- | ---- | ---- | ---- | ---- | ---- | ---- |
| Einwohner | 320  | 300  | 231  | 222  | 237  | 199  | 212  | 184  |

## Sehenswürdigkeiten
- Kirche Saint-Maurice
- Kapelle Sainte-Anne